# Первая русская экспедиция в Бразилию

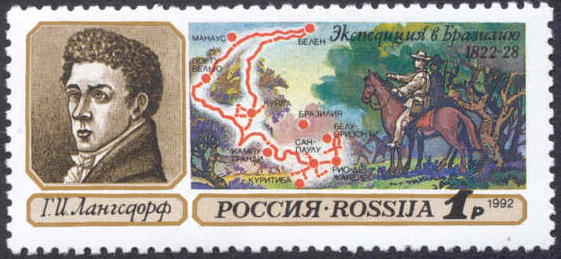
Почтовая марка России 1992 года, посвящённая экспедиции

Первая русская экспедиция в Бразилию — научная экспедиция, проходившая в 1821—1829 годах и собравшая богатый ботанический, зоологический и этнографический материал.

## Подготовка экспедиции
Идея научной экспедиции в Бразилию принадлежала Г. И. Лангсдорфу, за плечами которого было кругосветное путешествие 1803—1806 гг. и работа в течение восьми лет русским консулом в Бразилии, он и стал её руководителем. 13 июня 1821 года Лангсдорф представил проект экспедиции вице-канцлеру К. В. Нессельроде. Он был передан Александру I, который его утвердил, выделил 40 000 рублей и по 10 000 рублей ежегодно, позднее эта сумма была увеличена до 30 000 рублей. Подготовка документов, оснащение экспедиции и получение положительного ответа от бразильских официальных кругов длились до 1824 года.

## Путешествие по Минас-Жерайс
Путешествие началось 8 мая 1824 года, в составе экспедиции, помимо руководителя, были художники Йоганн Мориц Ругендас, Эркюль Флоранс и Адриан Тоней (последние два присоединились с начала путешествия по Сан-Паулу), специалист по навигации Нестор Рубцов, энтомолог Эдуард Менетрие (до Сан-Паулу), ботаник Людвиг Ридель, зоолог Христиан Гассе (присоединился к началу путешествия по Сан-Паулу), охотник Г. Фрейрес, изобретатель велосипеда Карл Дрез и несколько бразильцев. Экспедиция направилась в Алмазный округ, провинцию Минас-Жерайс. 1 июня 1824 года экспедиция прибыла в город Барбасена, были обследованы поселения поблизости — Сан-Жуан-дел-Рей и Сан-Жозе. Далее путь пролегал через девственный лес, лишь изредка встречалась капоэйра (лес, прореженный выжиганием и вырубкой) и россио (общие земли, альменда). Были изучены индейские племена короадо, пури, коропо. Затем члены экспедиции побывали в городах Марианна (бывшая столица штата), Оуро-Прето (столица штата в то время) и Барра-де-Жекитиба, где 1 ноября был уволен Ругендас. Они также посетили центр добычи алмазов Тежуку 11 декабря и крупное месторождение алмазов Паган. После более чем тысячи километров пути в марте 1825 года экспедиция привезла в Мандиоку (местечко в пяти километрах к северу от Рио-де-Жанейро) 29 коробок с минералами, 15 коробок с гербарием, в котором были представлены 1400 видов растений, и богатый зоологический и этнографический материал, затем всё это было отправлено в Петербург.

## Сан-Паулу и по рекам до Куябы
22 августа 1825 года началось путешествие по провинции Сан-Паулу. Сначала посетили Сантус, затем — Кубатан, 27 сентября прибыли в столицу провинции, город Сан-Паулу. В следующем месяце участники экспедиции стали свидетелями празднеств, посвящённых Педру I. Далее экспедиция посетила города Жундиаи, Иту и Сорокаба и много времени провела на предприятии по производству железа в Ипанеме. Затем переехали в Порту-Фелис, где задержались до наступления благоприятных условий для путешествия по рекам, и Ридель собрал и описал 500—600 живых растений и много семян. 22 июня 1826 года экспедиция на 8 лодках в количестве 30 человек (Гассе уже не участвовал) отправилась в путешествие по бразильским рекам. Спускаясь по реке Тиете, оставили позади большие водопады Аваньяндава и Итапуре и 11 августа доплыли до Параны. 13 августа начался спуск по Паране, вскоре достигли реки Риу-Парду и пошли против её течения. 9 октября позади было 2000 км пути и 32 водопада. 21 ноября достигли реки Кошин и поплыли по ней, при этом одна лодка затонула. В первых числах декабря достигли реки Такуари и двинулись по ней вниз до реки Парагвай, где начинался обширный болотистый район Пантанал. В воздухе господствовали москиты, река кишела пираньями. 4 января 1827 года достигли реки Куябы и поплыли вверх по течению. 30 января прибыли в город Куяба, преодолев от Порту-Фелис 4000 км. С апреля по август участники экспедиции путешествовали по провинции Мату-Гросу. В частности, Флоранс и Тоней изобразили скалы в округе Сера-да-Шапада. Обширные коллекции через Рио-де-Жанейро были отправлены в Петербург.

## До Амазонки и далее
В ноябре 1827 года экспедиция была поделена на две группы, в первую входили Ридель и Тоней, во вторую — Лангсдорф, Рубцов и Флоранс. 21 ноября из Куябы выдвинулись Ридель и Тоней, а в начале декабря — группа Лангсдорфа.
Тоней изобразил быт индейцев бороро, в Вилла-Белла он срисовал изображения португальских королей и губернаторов Мату-Гросу. 5 января 1828 года, пытаясь переплыть реку Гуапоре, Тоней утонул, и Ридель пошёл в одиночку по запланированному маршруту. Он двинулся вниз по реке Гуапоре, далее вниз по реке Маморе и затем вниз по реке Мадейре, где в мае был свидетелем образа жизни индейцев карипуна, и на лето остановился в Борба, в 150 км от устья Мадейры. В сентябре он достиг Манауса, прошёл в направлении истока Риу-Негру, двинулся обратно и 9 января 1829 года достиг Пара.
Группа Лангсдорфа прибыла в Диамантину, где из-за дождей остановилась до марта 1828 года, и совершила за это время экскурсии на алмазные прииски. Двинувшись в путь, они вскоре очутились в области распространения лихорадки около реки Риу-Прету, притока реки Аринос, и из-за действий местных властей были вынуждены там оставаться не менее полумесяца. Лишь 31 марта они поплыли по Риу-Прету. К тому времени Флоранс и Рубцов уже заболели. В начале апреля заболел и Лангсдорф, притом так тяжело, что не выздоровел до конца жизни. Тем не менее Флоранс смог запечатлеть образ жизни индейцев апиака. Экспедиция продолжала путь вниз по реке Журуэне, лишь 15 из 34 членов группы были здоровы. Далее было путешествие вниз по реке Тапажос, где жили индейцы мандуруку. Вскоре пришли в негодность две лодки, и экспедиция задержалась на полмесяца. 20 мая они продолжили путь. 16 сентября они прибыли в Пара. Оттуда по океану направились в Рио-де-Жанейро, куда прибыли 26 марта 1829 года. Людвиг Ридель и Нестор Рубцов принялись разбирать коллекции и в 1830 году отправили их в Петербург. Об их размере можно составить представление по гербарию Риделя из более чем 80 000 листов, в том числе 8000 видов растений и 5000 плодов.

## В культуре
В 2000 году был выпущен 48-минутный документальный фильм режиссёра Маурисио Диаса «No Caminho da Expedição Langsdorff», посвящённый экспедиции, совместного производства компаний «Grifa Cinematográfica», «Discovery Channel» и «France 3».